# Rasbora hubbsi
 Rasbora hubbsi és una espècie de peix cipriniforme de la família dels ciprínids.

## Morfologia
Els mascles poden assolir els 5 cm de longitud total.

## Distribució geogràfica
Es troba al nord de Borneo.